# 玫瑰島共和國

玫瑰島共和國（世界语：Respubliko de la Insulo de la Rozoj，意大利文：Repubblica dell'Isola delle Rose）是一个曾位于亚得里亚海上的微国家，建立在一個人造平台上，距离意大利里米尼海岸11公里。
玫瑰島共和國由意大利工程師喬治·羅萨（Giorgio Rosa）组织建造，並於1968年5月1日宣布獨立，喬治·羅萨自称為總統 。玫瑰島共和國擁有自己的政府、貨幣、郵局和商業機構，但从未被任何國家正式承認為主權國家。意大利政府將玫瑰島視作為喬治·羅萨避開稅收和從遊客身上賺取收益的手段。最终玫瑰島共和國於1968年6月26日被意大利警察佔領，并受到海軍封鎖，最后於1969年2月被拆除。

## 历史
1967年，意大利工程师乔治·罗萨投资建造了一个由9个桥塔支撑，面積400平方米的平台，并建立了一些商业设施，包括餐馆、酒吧、夜总会、礼品店和邮局。一些报道提到平台上有一个无线电台，但未被证实。

玫瑰岛共和国国旗

玫瑰岛共和国于1968年5月1日宣布独立，罗萨自称为总统，並以世界语“Insulo de la Rozoj”命名這個國家。世界语中的“rozo”（复数为“rozoj”）和意大利语中的“rosa”都是“玫瑰”的意思。隨後玫瑰岛发行了一系列邮票，包括印有玫瑰岛在亚得里亚海上位置的一張邮票。早期发行的邮票上印的货币是“米尔”，但没有已知的硬币或纸币。
乔治·罗萨的行为被意大利政府认为是为了逃税并从遊客身上赚取更多的钱。雖然他們不知這是否乔治·罗萨的動機，但意大利政府派出四名宪兵和多名税务官员登陆并控制该岛。据说玫瑰岛政府议会曾发出一封电报给意大利政府，抗议“军事占领对主权和本土旅游业造成的伤害”，但被無視。
意大利海军在不久后炸毁了该人工岛，罗萨的“流亡政府”随后发行了邮票描述玫瑰岛共和国的歷史。
2020年12月9日，由意大利導演、編劇辛德尼·西比利亞（Sydney Sibilia）執導拍攝的电影《玫瑰島》（Rose Island ）於Netflix平臺上發布，此電影便是根據工程師喬治羅莎与玫瑰島共和國的真實故事改編。